# Виг, Бутч
Бутч Виг (англ. Butch Vig; 2 августа 1955, Висконсин, США) — барабанщик рок-группы «Garbage».
Он является продюсером нескольких альбомов, которые стали символом поколения 90-х, таких рок-групп, как Nirvana, The Smashing Pumpkins, Sonic Youth, а также других менее известных групп.
Также он создал группу, которую назвал Garbage вместе с друзьями Стивом Маркером и Дюком Эриксоном (Висконсин), с которыми познакомился в университете и во время своей музыкальной карьеры. Позднее, они все решили, что в группе должна петь девушка, и пригласили вокалистку из уже распавшейся группы Angelfish — Ширли Мэнсон. Ширли Мэнсон и по сегодняшнее время поёт в группе. В мае 2012 года они выпустили пятый альбом Not Your Kind of People.
Он также подготовил альбом группы Green Day «21st Century Breakdown».
Бутч Виг спродюсировал первый сингл из саундтрека к фильму «Сумерки. Сага. Затмение» — песню Neutron Star Collision (Love Is Forever), которую рок-группа «Muse» записала специально для фильма.
Также продюсировал два альбома Foo Fighters, последний из которых — очень успешная пластинка Wasting Light.

## Биография
Бутч Виг родился 2 августа 1955 года в семье учительницы и врача. Рано стал заниматься музыкой, брал уроки игры на фортепиано, большое влияние на него оказали такие группы как The Who. Играл в нескольких группах в колледже, бросил учёбу в Висконсинском университете в Мадисоне чтобы посвятить себя музыке. Первая группа Бутча носила название «Eclipse». Чуть позже он вместе со Стивом Маркером, Филом Дэвисом и Томом Вордой основал группу «First Person».
В 1978 году основал группу «Spooner». К 1986 году вышло два альбома и два сингла. Большого коммерческого успеха группа не имела и в 1986 году она распалась.

## Дискография
Spooner
- Every Corner Dance (1982)
- Wildest Dreams (1985)
- The Fugitive Dance (1990)

Fire Town
- In the Heart of the Heart Country (1987)
- The Good Life (1989)

Garbage
- Garbage (1995)
- Version 2.0 (1998)
- Beautiful Garbage (2001)
- Bleed Like Me (2005)
- Not Your Kind of People (2012)
- Strange Little Birds (2016)

## Продюсерская работа
| - 1982: Die Kreuzen — Internal - 1984: Killdozer — Intellectuals Are the Shoeshine Boys of the Ruling Elite - 1985: ivory library — «1st e.p.» - 1985: The Other Kids — Living In The Mirror - 1985: Killdozer — 12 Point Buck - 1985: Killdozer — Snakeboy - 1985: Laughing Hyenas — Come Down to the Merry Go Round - 1987: The Other Kids — Happy Home - 1987: Killdozer — Little Baby Buntin' - 1988: Die Kreuzen — Century Days - 1988: The Cheeters — Sign of Fire - 1989: Killdozer — For Ladies Only - 1989: Laughing Hyenas — You Can’t Pray a Lie - 1989: Stuart Stotts — Music in My Mother’s House - 1990: Urge Overkill — Americruiser - 1990: King Snake Roost — Ground into Dirt - 1990: Laughing Hyenas — Life of Crime - 1990: The Fluid — Glue - 1991: The Fluid — Spot the Loon - 1991: Gods of the Revolution - 1991: The Smashing Pumpkins — Gish - 1991: Nirvana — Nevermind - 1991: Tad — 8-Way Santa - 1991: Young Fresh Fellows — Electric Bird Digest - 1991: Overwhelming Colorfast — Overwhelming Colorfast - 1991: Die Kreuzen — Cement - 1992: Sonic Youth — Dirty - 1992: House of Pain — Shamrocks and Shenanigans - 1992: L7 — Bricks Are Heavy - 1992: Chainsaw Kittens — Flipped Out in Singapore - 1992: Drain — Pick Up Heaven - 1992: Gumball — Wisconsin Hayride - 1993: Gumball — Super Tasty | - 1993: Gumball — The Damage Done - 1993: Crash Vegas — Stone - 1993: The Smashing Pumpkins — Siamese Dream - 1993: Gumball — Real Gone Deal - 1994: Sonic Youth — Experimental Jet Set, Trash and No Star - 1994: Helmet — Betty - 1994: Freedy Johnston — This Perfect World - 1994: Killdozer — Uncompromising War on Art Under… - 1995: Soul Asylum — Let Your Dim Light Shine - 1995: Garbage — Garbage - 1997: The And — Day - 1997: The And — And Night - 1998: Garbage — Version 2.0 - 2001: Garbage — Beautiful Garbage - 2003: AFI — Sing the Sorrow - 2005: Garbage — Bleed Like Me - 2006: Kilroy — LP - 2007: Jimmy Eat World — Chase This Light - 2007: Against Me! — New Wave - 2008: The Subways — All or Nothing - 2008: Tom Gabel — Heart Burns - 2009: Green Day — 21st Century Breakdown - 2009: Foo Fighters — Greatest Hits - 2010: Against Me! — White Crosses - 2010: Muse — «Neutron Star Collision (Love Is Forever)» - 2010: Never Shout Never — Harmony - 2010: Goo Goo Dolls — Something for the Rest of Us - 2011: Foo Fighters — Wasting Light - 2011: Garbage — Not Your Kind of People - 2011: Galexia — The Generic Rock Album - 2013: Sound City Player — Sound City: Real To Reel - 2014: Foo Fighters — TBD |

Ремиксы
Бутч Виг делал ремиксы следующим группам: Against Me!, Ash, Бек, The Cult, Depeche Mode, EMF, Fun Lovin’ Criminals, House of Pain, Korn, Limp Bizkit, Аланис Мориссетт, Nine Inch Nails, Michael Penn, Galexia, M.O.P, U2, а также своей собственной группе Garbage.